# Bad Laer
Bad Laer [-ˈlɑːʁ] (bis 1975 Laer) ist eine Gemeinde im Süden des niedersächsischen Landkreises Osnabrück. Mit den Kurgebieten in den Gemeindeteilen Hardensetten, Müschen, Remsede, Westerwiede und Winkelsetten ist die Gemeinde seit 1975 als Soleheilbad staatlich anerkannt und trägt seitdem den Titel Bad. In ihrer heutigen Form besteht die Gebietskörperschaft seit der Ausgliederung der Gemeinde Glandorf am 1. Mai 1981.

## Geografie

### Lage
Bad Laer liegt in einem klimatisch günstigen Übergangsgebiet zwischen kontinentalem und maritimem Klima am bewaldeten Südwesthang des Blombergs, eines Ausläufers des Teutoburger Waldes im Osnabrücker Land im Grenzgebiet zum Münsterland und zu Ostwestfalen. Höchste Erhebung ist der Kleine Berg (208 m ü. NHN) an der östlichen Gemeindegrenze.

### Gemeindegliederung
Gemeindeteile und Einwohnerzahlen (Stand: 2006):
- Hardensetten (783)
- Laer (5740)
- Müschen (830)
- Remsede (1149)
- Westerwiede (419)
- Winkelsetten (341)

Seit 2007 gibt es nur noch statistische Daten über die Gesamteinwohnerzahl der Gemeinde, nicht mehr über jene der einzelnen Ortsteile.

### Nachbargemeinden
Bad Laer grenzt
- im Norden an Bad Iburg
- im Osten an Hilter und Bad Rothenfelde
- im Süden an Versmold und Sassenberg, in Nordrhein-Westfalen
- im Westen an Glandorf

## Geschichte

### Urgeschichte
Archäologische Funde von Geräten und Waffen aus der Mittelsteinzeit weisen für das Gebiet nordwestlich der Solequelle in der Bauerschaft Westerwiede eine menschliche Anwesenheit nach. Auf eine frühe landwirtschaftliche Nutzung und Besiedelung vor über 5000 Jahren weist das Großsteingrab Laer hin.

### Mittelalter
Erstmals urkundlich erwähnt wurde Laer am 8. Dezember 851. In der Urkunde schenkte König Ludwig der Deutsche dem Marienkloster in Herford mehrere Höfe in Laer und Erpen, in der Urkunde Arpingi genannt: „[…] in pago, quod dictur Sutherbergi, in villa quae nuncupatur Lodre […] et in eodem pago, in villa quae vocatur Arpingi.“ Lodre ist hier das heutige Bad Laer, das bis ins 17. Jahrhundert noch Loder oder Loer geschrieben wurde und erst danach zu Laer verhochdeutscht wurde.
Vermutlich stand im Ortsteil Remsede, der Name leitet sich wohl vom altsächsischen Hramasithi oder Hramaslehti (Rabenfeld) ab, die erste christliche Kirche der Gegend. Die Inschrift „Aedificatum anno DCCXXXIV“, die sich auf einem Stein des Torbogens der St.-Antonius-Kirche befindet, bezeichnen Jostes und Effmann zwar als Fälschung, sie schließen aber nicht aus, dass in der Kirche noch Reste des ersten Baus stecken. Ein Hinweis darauf könnte sein, dass die Kirche dem hl. Einsiedler Antonius geweiht ist, die nach Kampschulte allen betreffenden Kirchen ein hohes Alter zuweist. Außerdem sind die Remseder „Gefahren“ höchst charakteristisch. Dabei handelt es sich um alte Wallfahrten, die sich viermal im Jahr versammelten. Im Volksmund hieß es: „Riämser gefaor kümp veermol int jaor.“ Die Gläubigen sollen von weit her zum hl. Antonius nach Remsede gepilgert sein, um die Pest und andere Epidemien abzuwehren. Selbst aus Köln sollen Prozessionen gekommen sein, und den Weg, den sie nahmen, nennt man in der Nachbargemeinde Glandorf noch heute Kölner Weg.

### Neuzeit
Im 17. und 18. Jahrhundert war das Spinnen und Weben eine wichtige Erwerbsquelle für die Bevölkerung und das Kirchspiel bis ins 19. Jahrhundert ein Leinenzentrum des Osnabrücker Landes. Das Leinen aus Laer hatte einen besonders guten Ruf, da zwei „Leggemester“ die Qualität des Leinens prüften und Güteklassen festlegten.
Die natürlich zu Tage tretende kohlensäurereiche Sole in Springmeiers Kolk setzte seit der letzten Eiszeit eine linsenförmige ca. 1,4 × 0,9 km große Felsplatte ab. Nach der allmählichen Aussüßung der Kolkquelle wurde die bereits 1580 vom Erbkötter Pelster aufgenommene Gewinnung von Siedesalz wieder aufgegeben. Im Jahre 1836 eröffnete der Vollerbe Springmeier einen Badebetrieb und baute sein Herrenhaus zu einem Kurhaus um. Im Jahre 1969 übernahm die Gemeinde Bad Laer Quellrechte und Badehaus. Neben der 1938 erbohrten Martinsquelle erbrachte die 1973 abgeteufte neue Bohrung reichliche Zuflüsse einer Sole mit 7 % Salzgehalt, was den Bau eines modernen Kurmittelhauses ermöglichte. Den besten Überblick über den Kurpark erhält man vom nahen Blomberg, der sich durch eine besondere Pflanzenwelt mit lichten Buchenwäldern auszeichnet.
Am 1. September 1975 wurde dem Gemeindenamen der Zusatz Bad vorangestellt.
2010 wurde der alte Kurpark von Bad Laer zu einem Erlebnis-Kurpark mit neuen Wassertretbecken, Barfußpfad und Bewegungs-Parcours und die Uferpromenade an dem vom Salzbach durchflossenen Glockensee umgestaltet. Zwischen Kolk und Martinsquelle entstand ein überdachter Inhalierpavillon, wo sowohl außen als auch im Innenraum die Sole wie bei einem Gradierwerk an Dornenwänden herunter rieselt und als salzhaltiges Aerosol eingeatmet werden kann.

### Eingemeindungen
Am 1. Juli 1972 wurden die Gemeinden Averfehrden, Glandorf, Remsede, Schierloh, Schwege, Sudendorf und Westendorf eingegliedert. Am 1. Mai 1981 wurde die Gemeinde Glandorf wieder ausgegliedert. Von den am 1. Juli 1972 eingemeindeten Orten verblieb nur noch Remsede bei Bad Laer.

### Ortsname
Frühere Ortsnamen von Laer waren in den Jahren 851 Lodre, 1074 Lathara, 1171 Lothere, 1447 Loder und 1565 Laer. Der Name enthält ein altertümliches, germanisches r-Element wie es auch in Namen wie Atter, Emmer, Fahner, Fehmarn, Freren, Letter, Limmer, Jever vorkommt. Sehr wahrscheinlich liegt dem r-Element eine Wurzel zugrunde, die auf Wasser, Schmutz und Feuchtigkeit hinweist. Der Ursprung des Ortsnamens Bad Laer liegt offensichtlich an einem feuchten Ort, einem Ort am Wasser/am Schlammwasser.

### Einwohnerentwicklung

Bevölkerungsentwicklung seit 1987

Die folgende Übersicht zeigt die Einwohnerzahlen der Gemeinde Bad Laer im jeweiligen Gebietsstand und jeweils am 31. Dezember.
Bei den Zahlen handelt es sich um Fortschreibungen des Landesbetriebs für Statistik und Kommunikationstechnologie Niedersachsen auf der Basis der Volkszählung vom 25. Mai 1987.
Bei den Angaben aus den Jahren 1961 (6. Juni) und 1970 (27. Mai) handelt es sich um die Volkszählungsergebnisse einschließlich des am 1. Juli 1972 eingegliederten Ortes Remsede.
| Jahr | Einwohner |
| ---- | --------- |
| 1961 | 4749      |
| 1970 | 5288      |
| 1987 | 6142      |
| 1990 | 6497      |
| 1995 | 7893      |
| 2000 | 8913      |
| 2005 | 9181      |
| 2010 | 9144      |
| 2011 | 9092      |
| 2015 | 9268      |
| 2017 | 9264      |
| 2018 | 9228      |
| 2020 | 9151      |

## Politik

### Gemeinderat
Der Gemeinderat von Bad Laer setzt sich aktuell aus 24 Mitglieder zusammen. Dies ist die festgelegte Anzahl für eine Gemeinde mit einer Einwohnerzahl zwischen 9.001 und 10.000 Einwohnern. Die Ratsmitglieder werden durch eine Kommunalwahl für jeweils fünf Jahre gewählt. Hinzu kommt der Bürgermeister als stimmberechtigter Vorsitzender des Rates.
Die folgende Tabelle zeigt die Kommunalwahlergebnisse seit 1996.
| Rat der Gemeinde Bad Laer: Wahlergebnisse und Gemeinderäte | Rat der Gemeinde Bad Laer: Wahlergebnisse und Gemeinderäte | Rat der Gemeinde Bad Laer: Wahlergebnisse und Gemeinderäte | Rat der Gemeinde Bad Laer: Wahlergebnisse und Gemeinderäte | Rat der Gemeinde Bad Laer: Wahlergebnisse und Gemeinderäte | Rat der Gemeinde Bad Laer: Wahlergebnisse und Gemeinderäte | Rat der Gemeinde Bad Laer: Wahlergebnisse und Gemeinderäte | Rat der Gemeinde Bad Laer: Wahlergebnisse und Gemeinderäte | Rat der Gemeinde Bad Laer: Wahlergebnisse und Gemeinderäte | Rat der Gemeinde Bad Laer: Wahlergebnisse und Gemeinderäte | Rat der Gemeinde Bad Laer: Wahlergebnisse und Gemeinderäte | Rat der Gemeinde Bad Laer: Wahlergebnisse und Gemeinderäte | Rat der Gemeinde Bad Laer: Wahlergebnisse und Gemeinderäte | Rat der Gemeinde Bad Laer: Wahlergebnisse und Gemeinderäte | Rat der Gemeinde Bad Laer: Wahlergebnisse und Gemeinderäte | Rat der Gemeinde Bad Laer: Wahlergebnisse und Gemeinderäte | Rat der Gemeinde Bad Laer: Wahlergebnisse und Gemeinderäte | Rat der Gemeinde Bad Laer: Wahlergebnisse und Gemeinderäte | Rat der Gemeinde Bad Laer: Wahlergebnisse und Gemeinderäte | Rat der Gemeinde Bad Laer: Wahlergebnisse und Gemeinderäte |
| | CDU                                                        | CDU                                                        | BBL, danach: BLU                                           | BBL, danach: BLU                                           | Grüne                                                      | Grüne                                                      | FDP                                                        | FDP                                                        | SPD                                                        | SPD                                                        | AfD                                                        | AfD                                                        | UWG                                                        | UWG                                                        | Sonstige                                                   | Sonstige                                                   | Gesamt                                                     | Gesamt                                                     | Wahl- beteiligung                                          |
| Wahlperiode | %                                                          | Mandate                                                    | %                                                          | Mandate                                                    | %                                                          | Mandate                                                    | %                                                          | Mandate                                                    | %                                                          | Mandate                                                    | %                                                          | Mandate                                                    | %                                                          | Mandate                                                    | %                                                          | Mandate                                                    | %                                                          | Gesamtanzahl der Sitze im Rat                              | %                                                          |
| --- | ---------------------------------------------------------- | ---------------------------------------------------------- | ---------------------------------------------------------- | ---------------------------------------------------------- | ---------------------------------------------------------- | ---------------------------------------------------------- | ---------------------------------------------------------- | ---------------------------------------------------------- | ---------------------------------------------------------- | ---------------------------------------------------------- | ---------------------------------------------------------- | ---------------------------------------------------------- | ---------------------------------------------------------- | ---------------------------------------------------------- | ---------------------------------------------------------- | ---------------------------------------------------------- | ---------------------------------------------------------- | ---------------------------------------------------------- | ---------------------------------------------------------- |
| 2021–2026 | 47,77                                                      | 11                                                         | 18,61                                                      | 2*                                                         | 13,51                                                      | 3                                                          | 8,79                                                       | 2                                                          | 8,7                                                        | 2                                                          | 2,62                                                       | 1                                                          | —                                                          |                                                            | —                                                          | —                                                          | 100                                                        | 21                                                         | 60,76                                                      |
| 2016–2021 | 44,8                                                       | 9                                                          | 29,7                                                       | 6                                                          | 9,2                                                        | 2                                                          | 5,1                                                        | 1                                                          | 6,3                                                        | 1                                                          | 4,3                                                        | 1                                                          | —                                                          | —                                                          | —                                                          | —                                                          | 100                                                        | 20                                                         | 59,15                                                      |
| 2011–2016 | 30,5                                                       | 6                                                          | —                                                          | —                                                          | 10,5                                                       | 2                                                          | 3,1                                                        | 1                                                          | 10,4                                                       | 2                                                          | —                                                          | —                                                          | 45,5                                                       | 9                                                          | —                                                          | —                                                          | 100                                                        | 20                                                         | 58,11                                                      |
| 2006–2011 | 72,3                                                       | 15                                                         | —                                                          | —                                                          | 4,9                                                        | 1                                                          | 4,3                                                        | 1                                                          | 16,8                                                       | 3                                                          | —                                                          | —                                                          | —                                                          | —                                                          | 1,6                                                        | 0                                                          | 100                                                        | 20                                                         | 57,3                                                       |
| 2001–2006 | 48,6                                                       | 11                                                         | —                                                          | —                                                          | 2,5                                                        | 0                                                          | —                                                          | —                                                          | 13,1                                                       | 3                                                          | —                                                          | —                                                          | 35,7                                                       | 8                                                          | —                                                          | —                                                          | 100                                                        | 22                                                         | 60,6                                                       |
| 1996–2001 | 57,7                                                       | 13                                                         | —                                                          | —                                                          | 3,0                                                        | 0                                                          | —                                                          | —                                                          | 11,7                                                       | 2                                                          | —                                                          | —                                                          | 27,2                                                       | 6                                                          | —                                                          | —                                                          | 100                                                        | 21                                                         | 69,4                                                       |
| Prozentanteile gerundet. Quellen: Landesbetrieb für Statistik und Kommunikationstechnologie Niedersachsen, Landkreis Osnabrück Bei unterschiedlichen Angaben in den genannten Quellen wurden die Daten des Landesbetrieb für Statistik und Kommunikationstechnologie verwendet, da diese eine insgesamt höhere Plausibilität aufweisen. *Die Wählergemeinschaft BLU konnte bei der Kommunalwahl 2021 nur zwei der rechnerisch fünf zustehenden Plätze besetzen. Damit bleiben drei Sitze im Gemeinderat unbesetzt. |                                                            |                                                            |                                                            |                                                            |                                                            |                                                            |                                                            |                                                            |                                                            |                                                            |                                                            |                                                            |                                                            |                                                            |                                                            |                                                            |                                                            |                                                            |                                                            |

### Bürgermeister
Hauptamtlicher Bürgermeister der Gemeinde Bad Laer ist Tobias Avermann (CDU).
Bei der letzten Bürgermeisterwahl am 2. September 2018 wurde er mit 57,77 % der Stimmen gewählt.
Ehemalige Bürgermeister:
- 2014–2018 Franz Vollmer (BBL)[17]
- 1997–2014 Holger Richard (CDU)[18]
- 1960–1996 August Knemeyer (CDU)[19]

### Wappen
Die Gemeinde Bad Laer führt ein Wappen, das in rot unter fünfläzigem silbernen Turnierkragen einen einstufigen silbernen Giebel und im Schildfuß eine blaue Wellenleiste zeigt.

### Gemeindepartnerschaft
Seit 2023 besteht eine Gemeindepartnerschaft zwischen Bad Laer und der Gmina Dywity im Powiat Olsztyński (Landkreis Olsztyn) in Polen.

## Kultur und Sehenswürdigkeiten

### Bauwerke
Der frühromanische Kirchturm der katholischen Pfarrkirche St. Marien ist im Osnabrücker Raum der einzige mittelalterliche Turm, der keine Spitze, sondern ein Satteldach mit Treppengiebel besitzt. Es wurde dem aus dem 11. Jahrhundert stammenden Wehrturm im 13. Jahrhundert aufgesetzt.
Das Zentrum von Bad Laer, das als Doppelrundling in Form einer liegenden Acht auf einer Kalksinterplatte besiedelt wurde, besteht aus einer heute noch an der Bebauung erkennbaren Kirchhofsburg. Dem Rundling der Kirchhofsburg schließt sich der zweite Rundling mit dem Thieplatz, dem Zentrum profaner Bebauung, an. Abgesehen von wenigen Neubauten konnte der Ortskern ein überwiegend historisches Bild mit ansprechenden Fachwerkbauten bewahren.
Neben dem Kurpark um den Glockensee bildet der Thie mit seiner Konzertmuschel, wo im Sommer regelmäßig Freiluftkonzerte stattfinden, einen Hauptanziehungspunkt für Kurgäste und Besucher.
In der ehemaligen Vikarie von St. Marien befindet sich das Heimatmuseum. Auf dem Paulbrink findet man die Statue des Leinewebers, die an das Leinengewerbe erinnert.

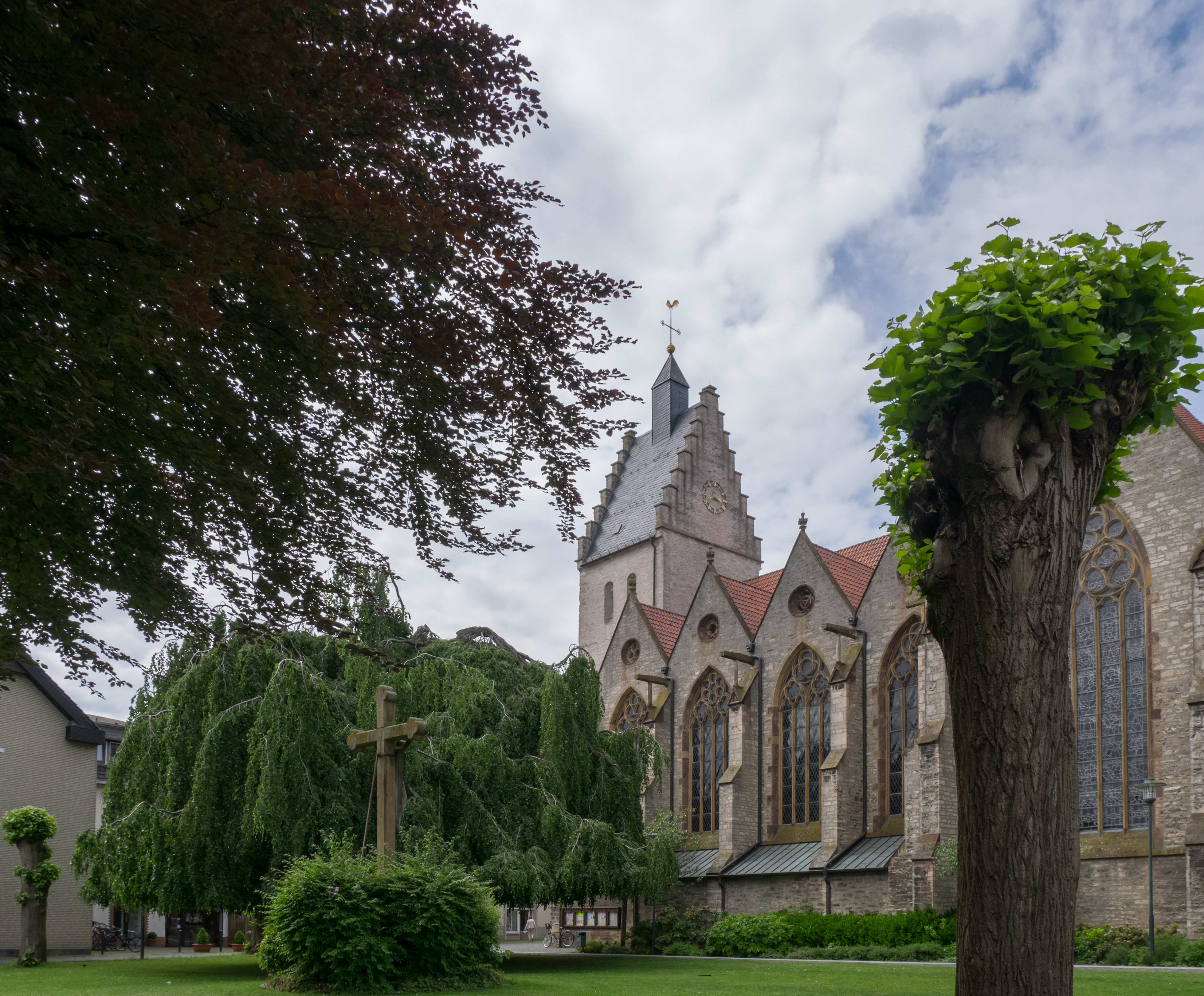
St. Marien mit ehemaligem Wehrturm
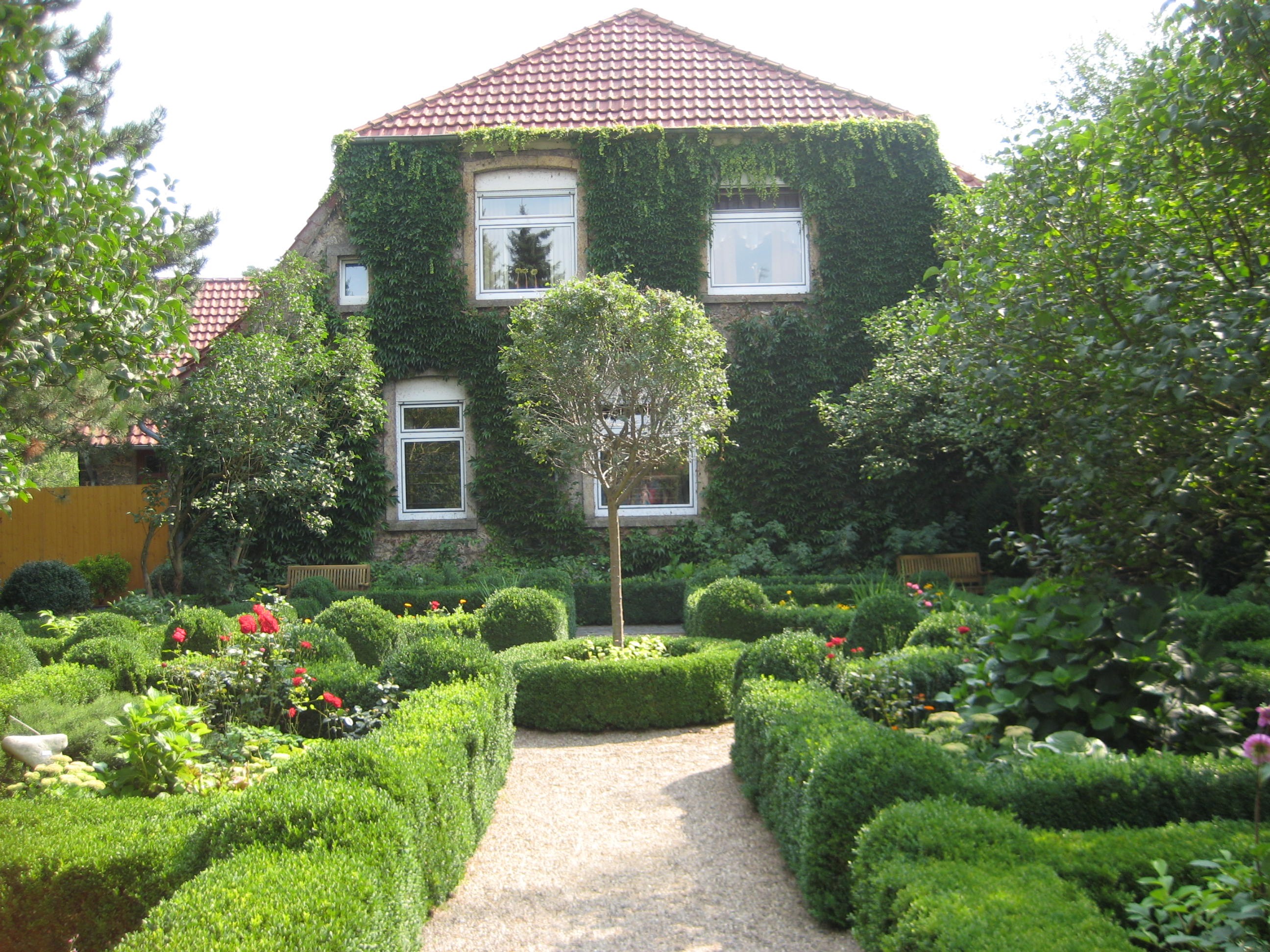
Das ehemalige Pastorat von St. Marien mit Bauerngarten wird als Heimatmuseum genutzt
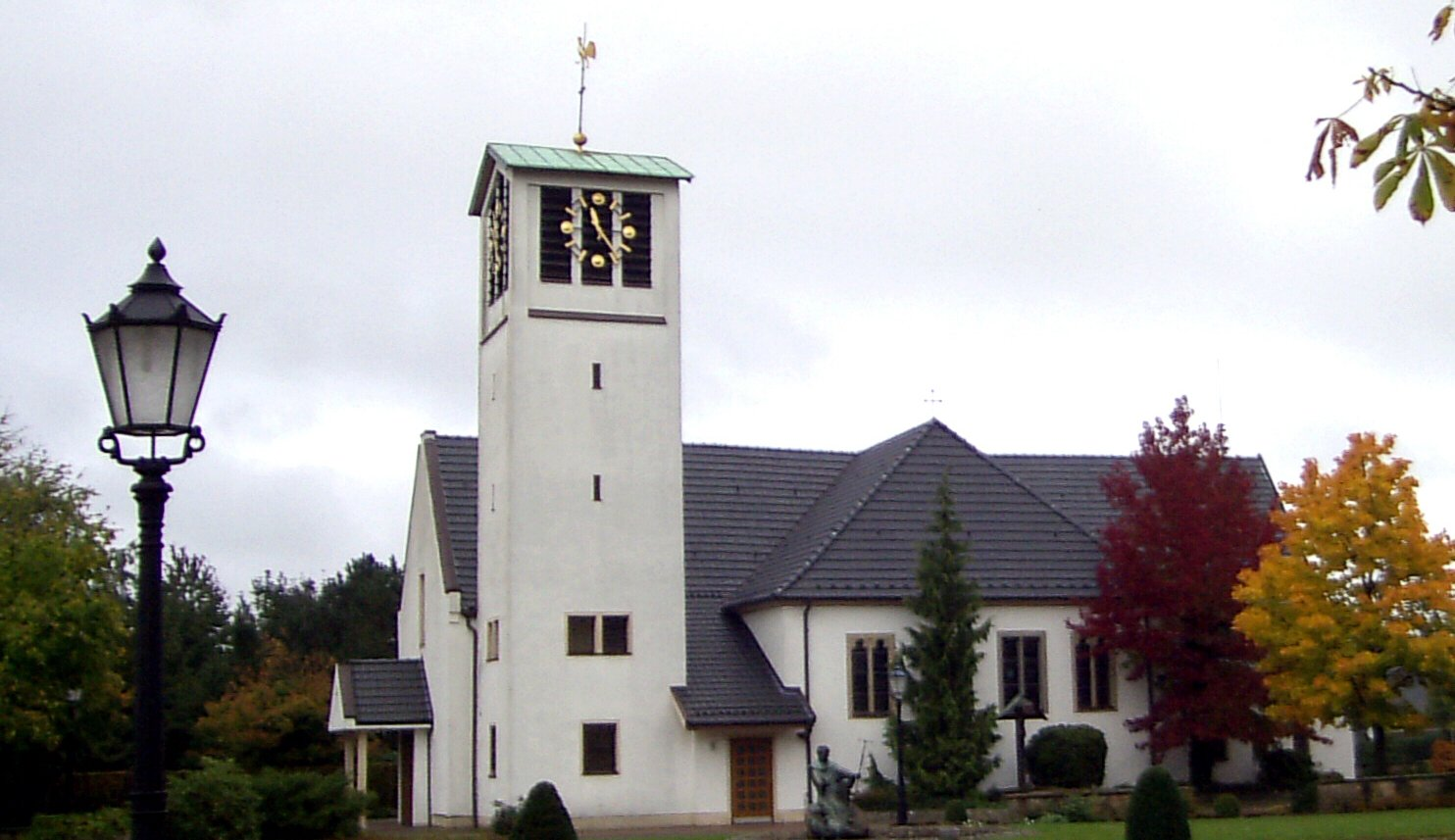
Katholische St.-Antonius-Kirche im Ortsteil Remsede
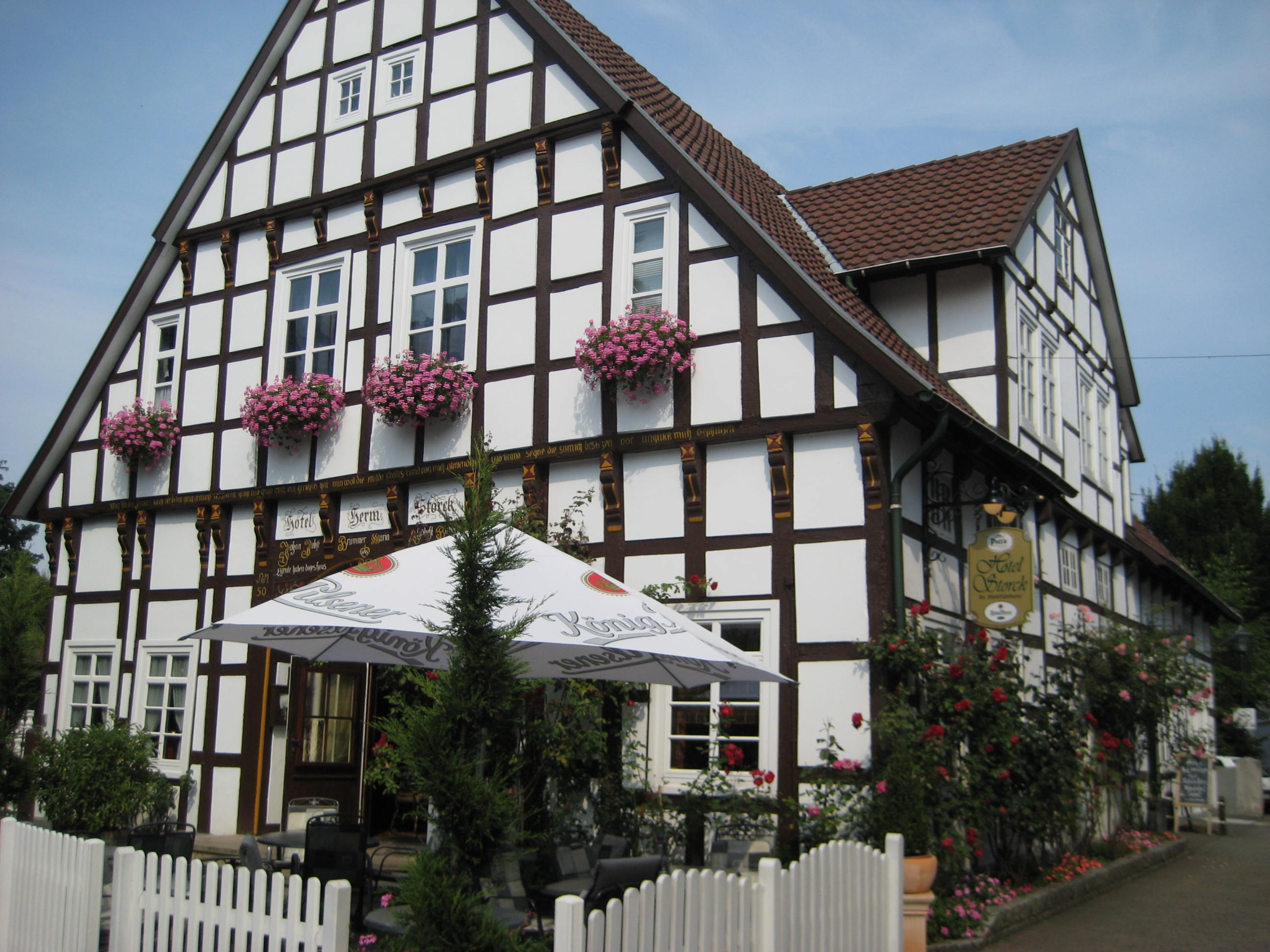
Fachwerkgebäude im Zentrum, 1768 erbaut
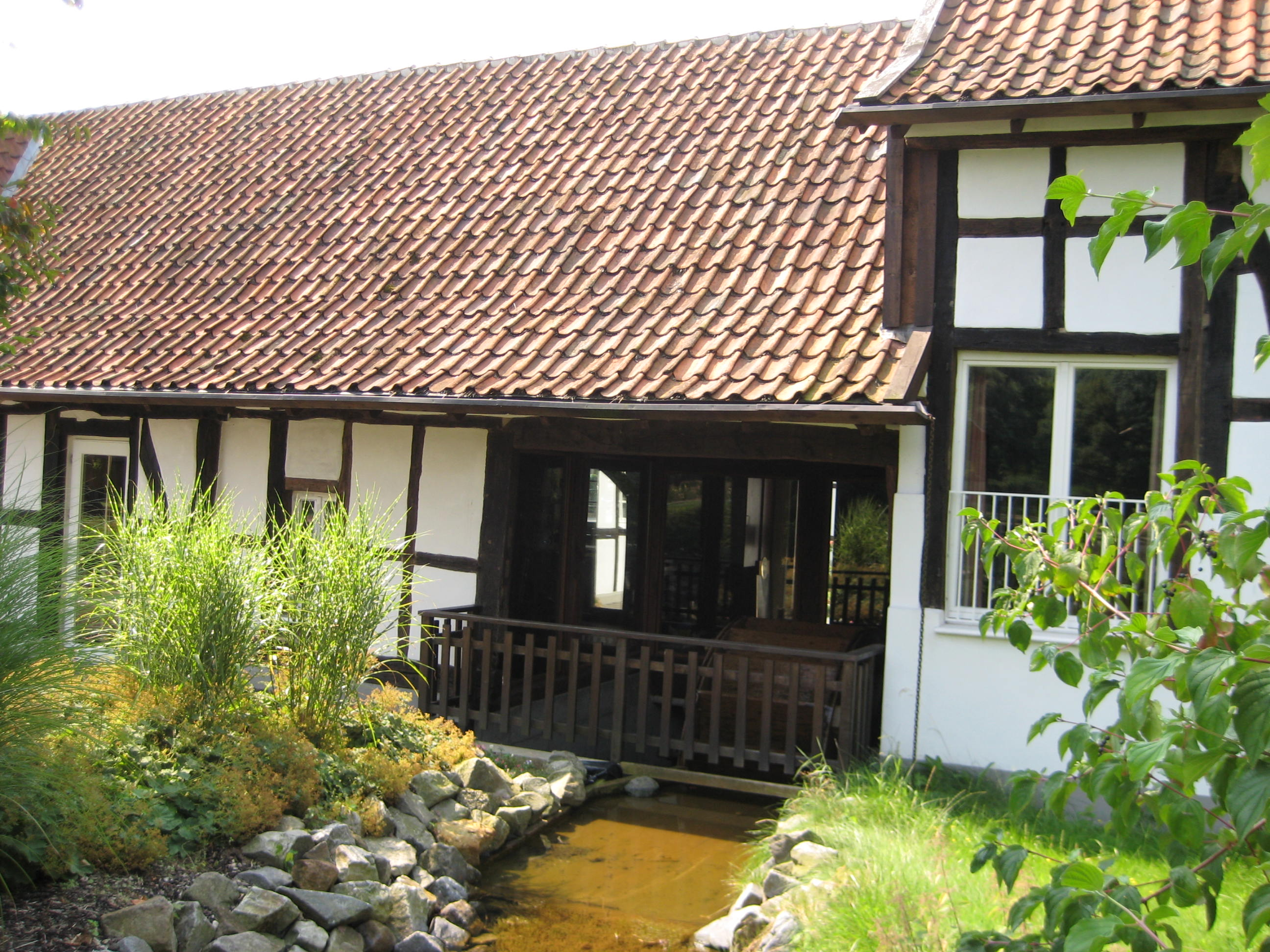
Die frühere Wassermühle am Rande des Kurparks
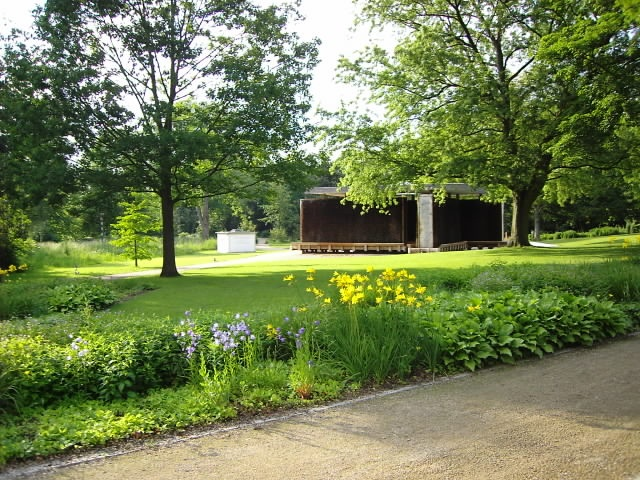
Blick vom Blomberg in den Kurparkbereich an der Martinsquelle mit dem neuen Gradierwerk
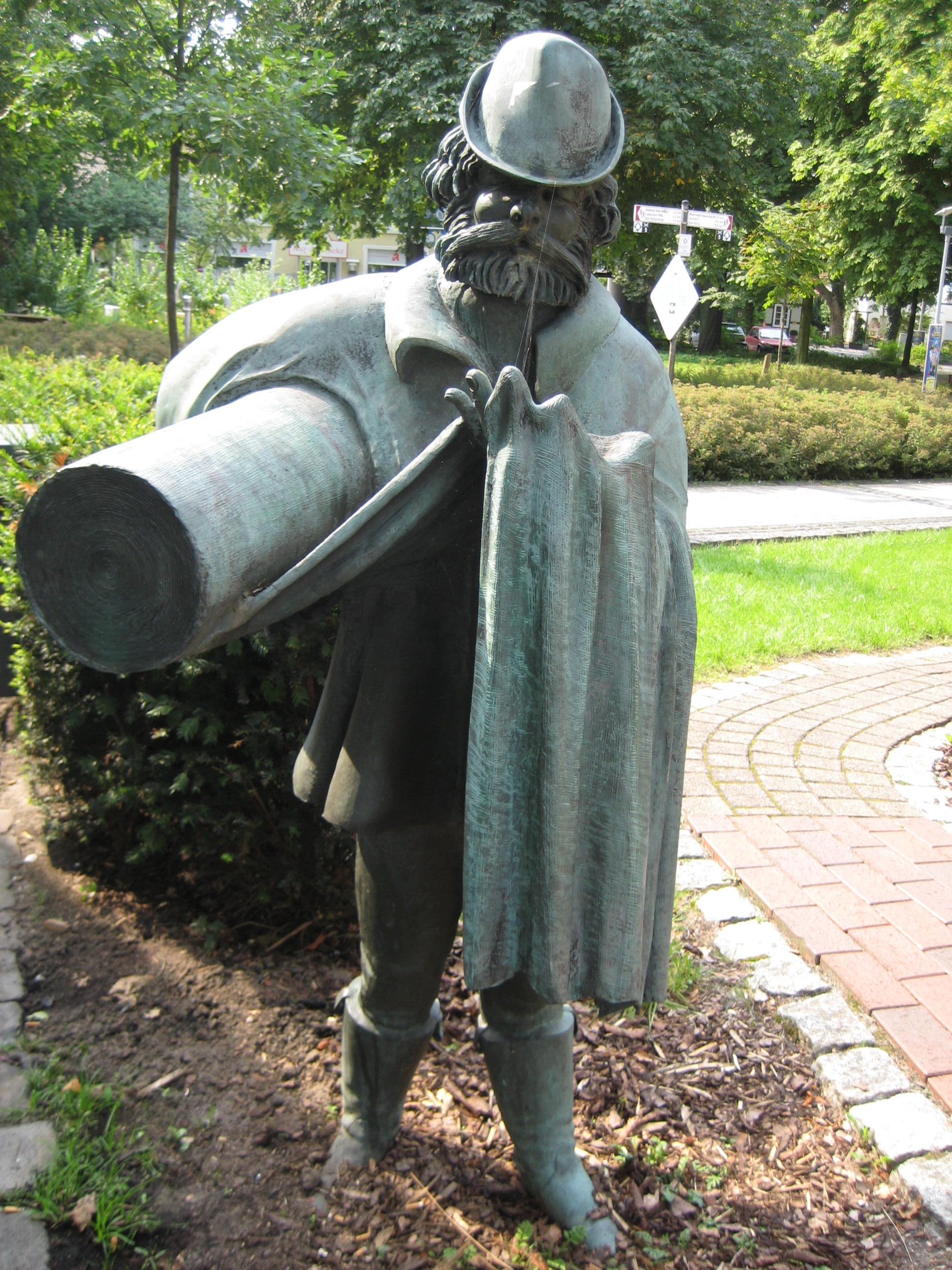
An die Geschichte der Leinenherstellung und des -handels erinnert die Plastik Der Leinenhändler von Hans Gerd Ruwe am früheren Standort der Legge

### Regelmäßige Veranstaltungen

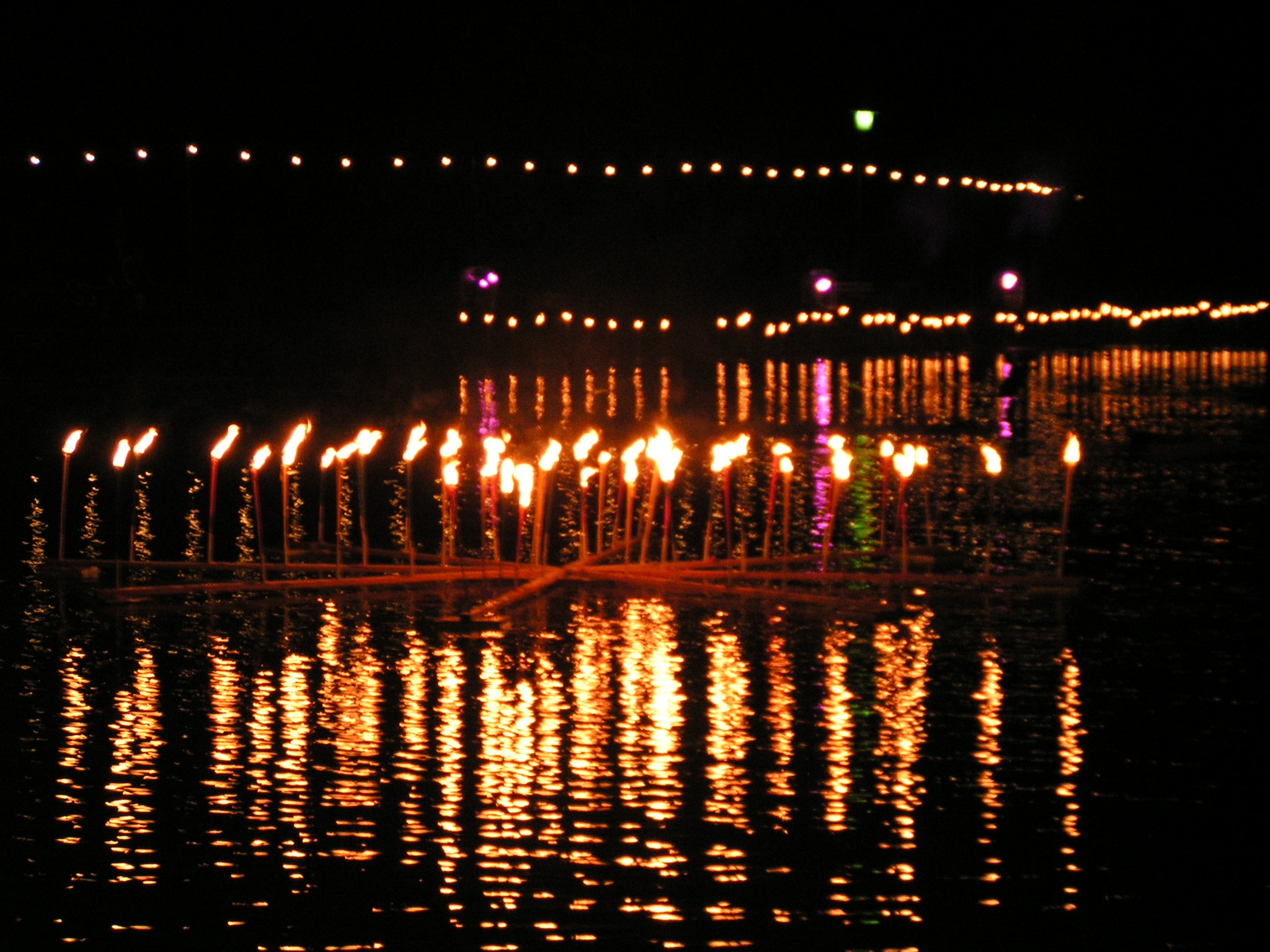
Fest der 1000 Fackeln

- Karnevalsrevue des Kolping im Februar
- Schützenfest des Bürgerschützenvereins Hardensetten/Winkelsetten von 1953 am Muttertags Wochenende
- Schützenfest des Bürgerschützenvereins Bad Laer von 1543 am dritten Juliwochenende
- Schützenfest des Bürgerschützenvereins Müschen von 1925 am letzten Augustwochenende
- Fest der 1000 Fackeln am ersten Augustwochenende
- Bourwinne am ersten Mittwoch im Oktober
- Sterntalermarkt am Wochenende zum 1. Advent

### Vereine
- Bürgerschützenverein Bad Laer von 1543
- Bürgerschützenverein Remsede von 1875
- Bürgerschützenverein Hardensetten-Winkelsetten von 1953
- Bürgerschützenverein Müschen von 1925
- Musikkapelle Bad Laer
- Jungenzeltlager Bad Laer
- Mädchenfreizeit Bad Laer
- Jugendarbeitsgemeinschaft der katholischen Pfarrgemeinde St. Antonius Remsede (JAG)
- Sportverein Bad Laer
- Sportverein Remsede
- Sportverein Westerwiede
- Heimat- und Mühlenverein
- Kur- und Verkehrsverein
- Kolping Bad Laer
- Katholische Landjugendbewegung Bad Laer (Kljb)

## Wirtschaft und Infrastruktur

### Unternehmen
- Nordwestdeutsche Zählerrevision Ing. Aug. Knemeyer GmbH & Co. KG[22]
- B. Strautmann & Söhne
- Sanicare-Versandapotheke
- Bad Laer Center mit Flugzeug Douglas DC-6, das seit langem als Wahrzeichen gilt
- TKT Kunststoff-Technik GmbH[23]

### Bildung
- Grundschule am Salzbach Bad Laer
- Geschwister-Scholl-Oberschule Bad Laer
- Grundschule Remsede (1959–2013)

### Verkehr

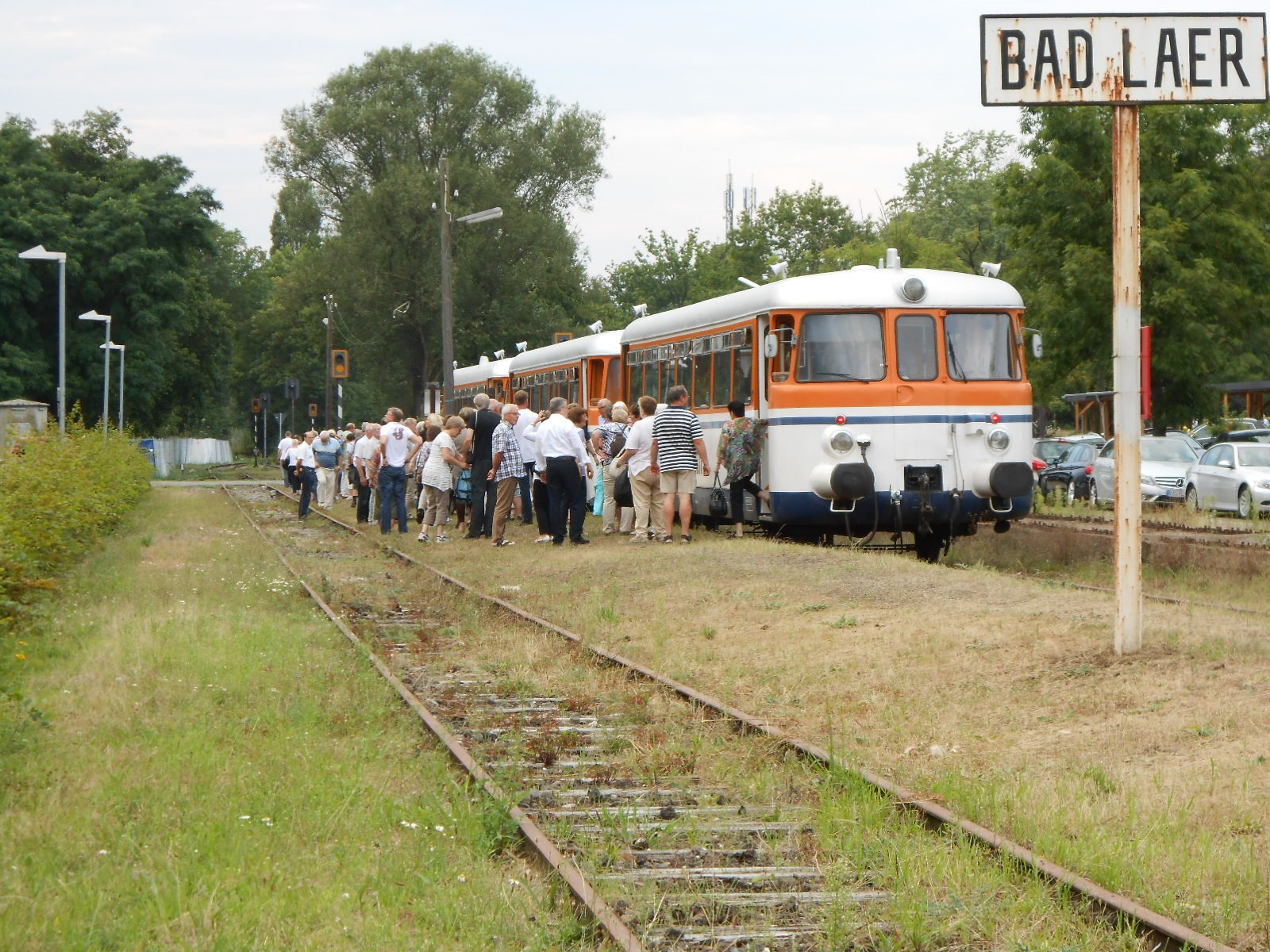
Seit 2014 wird Bad Laer als Ausflugsziel bei Sonderzugfahrten aus Bielefeld und Gütersloh vom dreiteiligen MAN-Schienenbus der Osning-Bahn angefahren

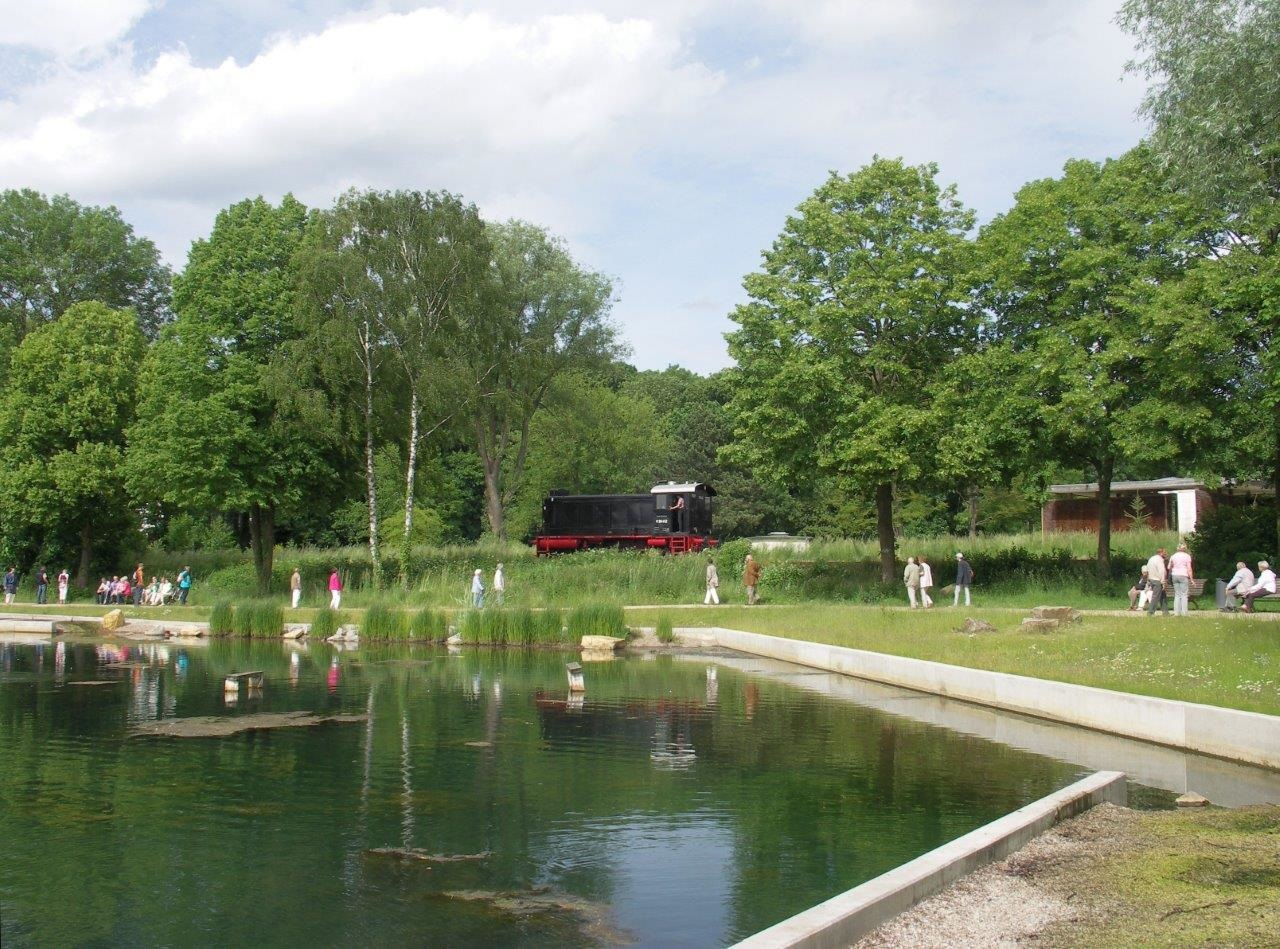
Teuto-Express-Lokomotive im Kurpark

Im Jahr 1900 wurde Laer an die neu errichtete „Teutoburger Wald-Eisenbahn“ (TWE) angeschlossen. Die Strecke verlief aus Richtung Süden von Gütersloh und Versmold kommend bis ins heutige Kurzentrum und wurde 1901 über Iburg, Lengerich und Tecklenburg bis nach Ibbenbüren im Norden verlängert. 1968 stellte die TWE den Personenzugverkehr nördlich von Versmold ein. Im Jahre 2004 wurde das 1955 neu erbaute Stationsgebäude und 2007 auch der alte Güterbahnhof abgerissen. Auf dem Gelände sind danach Häuser mit Seniorenappartements errichtet worden.
In den Sommermonaten verkehrte mit dem Teuto-Express eine Museumsbahn, die in Bad Laer direkt am Kurpark hielt. Bis zu 400 zusätzliche Tagestouristen aus dem Tecklenburger, Münster- und Osnabrücker Land gelangten so an Fahrtagen in den Kurort. Wegen einer seit September 2011 bestehenden Streckensperrung bei Bad Iburg-Glane kann Bad Laer zurzeit vom Teuto-Express nicht mehr aus Lengerich angefahren werden. Im Januar 2012 gründete sich daraufhin in Bad Laer das Aktionsbündnis pro TWE, das sich u. a. den langfristigen Erhalt und die regelmäßige Nutzung der Teutoburger Wald-Eisenbahn in den Bereichen Freizeit- und Tourismusverkehr zum Ziel gesetzt hat. Seit dem Jahre 2014 ist der Bahnhof von Bad Laer Zielpunkt von Sonderzügen aus Richtung Gütersloh und Bielefeld.
Es gibt im regelmäßigen Taktverkehr stündlich eine Busverbindung der Verkehrsgemeinschaft Osnabrück von Bad Laer nach Osnabrück und nach Bad Rothenfelde. Darüber hinaus gibt es mehrere Busverbindungen von Bad Laer nach Glandorf und nach Münster.
Bad Laer ist in östlicher Richtung über die Landesstraße 94 durch die Bundesautobahn A 33 an das Fernstraßennetz angebunden.

## Persönlichkeiten

### Söhne und Töchter der Gemeinde
- August Knemeyer (1928–2011), Politiker (CDU)
- Johannes Mönter (1947–2012), Apotheker, Gründer der Versandapotheke Sanicare
- Josef Meyer zu Schlochtern (* 1950), Theologe
- Theo Paul (* 1953), katholischer Geistlicher, langjähriger Generalvikar im Bistum Osnabrück

### Personen, die mit der Gemeinde in Verbindung stehen
- Heinrich Hiltermann (1911–1998), Paläontologe, Ehrenbürger der Gemeinde
- Reinhard Keding (* 1948), ehemals Bischof in Namibia, von 2005 bis 2014 Pastor der evangelisch-lutherischen Kirchengemeinde